# Tintern (formaggio)
Il Tintern è un formaggio originario del Galles, prodotto principalmente nella zona di Abergavenny, nel Monmouthshire, e che prende il nome dal vicino villaggio di Tintern.

## Caratteristiche
Si tratta di un formaggio cremoso simile al Cheddar, aromatizzato con scalogno e cipolline, che si presenta coperto da un caratteristico strato di cera verde. Viene prodotto usando latte pastorizzato e viene solitamente imballato in forme da 2,25 kg.

## Storia
Alle origini di questo tipo di formaggio, vi è forse la coltivazione dello scalogno da parte dei monaci dell'Abbazia di Tintern.